# Курдюмов, Александр Вячеславович
Курдюмов Александр Вячеславович (укр. Курдюмов Олександр В'ячеславович; 19 октября 1938, Киев - 9 апреля 2021) – советский и украинский физик-кристаллограф, член-корреспондент Национальной академии наук Украины. Профессор, доктор физико-математических наук, сотрудник Института проблем материаловедения НАН Украины.

## Биография
Окончил  Киевский политехнический институт  в 1961 году. Работал в Институт проблем материаловедения НАН Украины, заведовал отделом структурных исследований керамических и сверхтвердых материалов. Кандидат (1968), доктор физико-математических наук (1977).

## Научная деятельность
Основные научные исследования посвящены дифракционным методам анализа высокодефектных нанокристаллических структур и слабопоглощающих объектов, которыми являются все структурные формы углерода и нитрида бора. Использование этих методов помогло впервые выявить такие важные особенности тонкой структуры вюртцитоподобных фаз, как ориентированные на искажение координационных тетраэдров, а также одномерную распорядоченность структуры и показать, что именно эти особенности определяют относительную стабильность плотных гексагональных фаз по сравнению с кубическими.
Один из авторов разработки сверхтвердого материала «гексанит- Р», созданного на основе вюрцитной модификации нитрида бора. Создал метод ударно-волнового синтеза фаз высокого давления, позволяющий реализовать любую область на фазовой диаграмме вещества, а затем благодаря резкому охлаждению сохранить новообразованную фазу высокого давления. С помощью этого метода  получены, кубический нитрид бора, алмазоподобные фазы в системе В-С-N, новая структурная форма углерода.

## Публикации
Опубликовал 8 монографий, 12 авторских свидетельств, 16 патентов, около 250 научных статей. В том числе: 
- Фазовые превращения в углероде и нитриде бора. К., 1979
- Сверхтвердые материалы. К., 1980
- Полиморфные модификации углерода и нитрида бора: Справоч. Москва, 1994
- Синтез и структура нанодисперсных порошков сверхтвердых фаз // ПорМ. 2000. № 7–8
- Сверхтвердые углеродные пленки с графитоподобной структурой // СМ. 2002. № 2
- Физические принципы управляемого синтеза наноструктурных сверхтвердых фаз высокого давления // Наноструктур. материаловедение. 2005. № 1
- Использование метода высокотемпературного ударного сжатия для синтеза алмазных нановолокон // Доп. НАНУ. 2009. № 11 (співавт.).

Член редколлегии научных журналов «Наноструктурное материаловедение» и «Сверхтвердые материалы».

## Премии и награды
- 1981 – лауреат премии Совета Министров СССР в области науки и техники
- 1989 – премия НАН Украины им. И. М. Францевича
- 2000 – член-корреспондент Национальной академии наук Украины по специальности: материаловедение, нанокристаллические материалы.
- 2001 – премия НАН Украины им. Г. В. Курдюмова